# Sony Ericsson P990

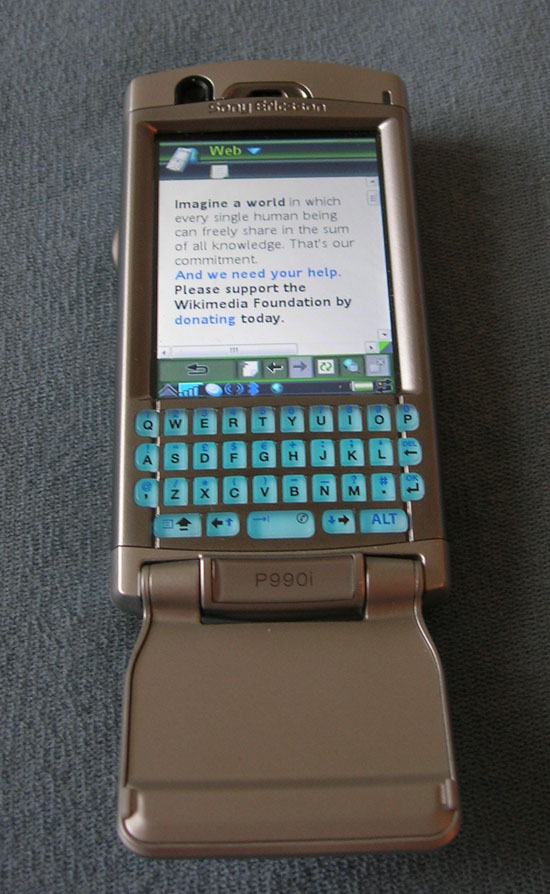
Sony Ericsson P990i

El Sony Ericsson P990 es un teléfono inteligente lanzado en agosto de 2005 como sucesor del Sony Ericsson P910. El teléfono utiliza el sistema operativo Symbian OS 9.1 y la interfaz gráfica UIQ 3.0.

## Especificaciones

### Procesador
El P990 trae un procesador Nexperia PNX4008 ARM9 a 208 MHz de Philips.

### Conectividad
- 3G UMTS
- GSM tribanda
- Bluetooth 2.0
- Infrarrojos
- Wi-fi
- USB

### Periféricos de entrada
- Teclado numérico
- Teclado QWERTY
- Pantalla táctil

El teléfono cuenta con un teclado numérico desde donde se puede acceder a las funciones básicas del teléfono. Este teclado se puede desplegar para acceder a un teclado QWERTY que permite acceder a todas las funciones (las funciones de la pantalla táctil sólo están habilitadas de este modo). También existe la posibilidad de desmontar el teclado numérico y utilizar únicamente el teclado QWERTY.

### Cámaras
- Cámara trasera de 2.0 Megapíxel y zum digital 2.5
- Cámara delantera VGA

La cámara delantera se utiliza para realizar videollamadas mediante la red 3g, mientras que la trasera sirve para capturar fotos y vídeo, aunque también puede usarse en lugar de la primera.

## Software
El teléfono utiliza el sistema operativo Symbian OS 9.1 con la interfaz gráfica UIQ 3.0. Además posee la suite ofimática Quickoffice, escáner de tarjetas de presentación, el navegador Web Ópera 8, lector de RSS, Radio FM y reproductor multimedia.

## Problemas
La interfaz UIQ 3.0 era incompatible con aplicaciones escritas para versiones anteriores. Esto motivó el desarrollo de nuevas aplicaciones, dado que el aparato no tenía tanto software como sus predecesores.
Un problema aún mayor fue la cantidad de RAM: 64 megabytes (MB), de los cuales el sistema utilizaba 48 desde el arranque. Esto implica un funcionamiento lento y cuelgues frecuentes. Sony Ericsson publicó posteriormente una actualización del firmware que mejoraba el rendimiento del teléfono.